# تپه قلعه دختر (فیروزه)
تپه قلعه دختر مربوط به هزاره دوم پیش از میلاد - سده ۵ تا ۷ ق است و در شهرستان فریمان، روستای دهنه حیدری واقع شده و این اثر در تاریخ ۲۶ دی ۱۳۸۶ با شمارهٔ ثبت ۲۰۵۷۲ به‌عنوان یکی از آثار ملی ایران به ثبت رسیده‌است.